# Gemeinderatswahlen in Niederösterreich 2005
Die Gemeinderatswahlen in Niederösterreich 2005 fanden am 6. März 2005 in den meisten niederösterreichischen Gemeinden statt. Im Gegensatz zu anderen Bundesländern wird in Niederösterreich der Bürgermeister vom Gemeinderat bestimmt und nicht durch Direktwahlen gewählt.
Die nächsten Gemeinderatswahlen fanden am 14. März 2010 statt.

## Ergebnis
Während die ÖVP ein Plus von etwa einem halben Prozentpunkt erzielte, verlor die FPÖ mehr als 4,5 Prozentpunkte. Ebenfalls zulegen konnten SPÖ (+ 3,6) und Grüne (+ 1,25).
|          | %-Punkte | %-Punkte | %-Punkte  | Mandate | Mandate | Stimmen | Stimmen |
| Partei   | 2005     | 2000     | Differenz | 2005    | 2000    | 2005    | 2000    |
| -------- | -------- | -------- | --------- | ------- | ------- | ------- | ------- |
|          | 48,82    | 48,33    | + 0,49    | 6.397   | 6.358   | 456.403 | 458.480 |
|          | 38,91    | 35,31    | + 3,6     | 4.315   | 3.812   | 363.723 | 337.054 |
|          | 3,77     | 2,52     | + 1,25    | 224     | 140     | 30.973  | 23.607  |
|          | 3,31     | 7,87     | − 4,56    | 214     | 654     | 35.243  | 75.134  |
| Sonstige | 5,19     | 5,97     | − 0,78    | 519     | 581     | 48.529  | 60.399  |

## Weblink
- NÖ Gemeinderatswahlen, Amt der NÖ Landesregierung (abgerufen am 22. Dezember 2024)